# 日本驻沈阳总领事馆
日本国驻沈阳总领事馆（日语：／）是日本国在中华人民共和国沈阳市设立的处理侨民及领事事务的官方外交机构。

## 历史
大日本帝国政府于日俄战争后的1906年6月1日设立驻奉天总领事馆，由萩原守一出任首任总领事；同年还在铁岭市、长春市、新民府设立了分館。其中长春分馆和铁岭分馆分别于1907年和1908年升格为领事馆。1939年2月28日，奉天总领事馆关闭。
1912年7月，三橋四郎设计的驻奉天总领事馆大楼竣工，位于今沈阳市和平区三井街9号。该建筑第二次世界大战后曾用作苏联驻沈阳总领事馆；1985年起，成为沈阳宾馆的北花园。
目前的日本驻沈阳总领事馆于1986年1月16日“事实上開設”，位于辽宁省沈阳市和平区十四纬路50号，现任总领事为滨田隆。

### 領事轄區
- 辽宁省（除大连市）[註1]
- 吉林省
- 黑龙江省

### 历任总领事
| 姓名       | 任期          | 参考  |
| ---------- | ------------- | ----- |
| 萩原守一   | 1906年-1907年 |       |
| 加藤本四郎 | 1907年-1908年 |       |
| 小池張造   | 1908年-1911年 |       |
| 落合謙太郎 | 1911年-1915年 |       |
| 赤塚正助   | 1917年-1923年 |       |
| 船津辰一郎 | 1923年-1925年 |       |
| 吉田茂     | 1925年-1927年 |       |
| 林久治郎   | 1928年-1931年 |       |
| 蜂谷輝雄   | 1933年-1935年 |       |
| 宇佐美珍彦 | 1935年-1937年 |       |
| 森岡正平   | 1937年-1938年 |       |
| 加藤伝次郎 | 1938年-1939年 | 閉鎖  |
| 花田麿公   | 1998年-1999年 |       |
| 岡崎清     | 1999年-2002年 |       |
| 小河内敏朗 | 2002年-2006年 |       |
| 阿部孝哉   | 2006年-2008年 |       |
| 松本盛雄   | 2008年-2012年 |       |
| 田尻和宏   | 2012年-2013年 |       |
| 大澤勉     | 2013年-2016年 |       |
| 石塚英樹   | 2016年-2018年 |       |
| 川上文博   | 2018年-2020年 |       |
| 片江学巳   | 2020年-2023年 |       |
| 濵田隆     | 2023年至今    | [ 2 ] |

## 事件

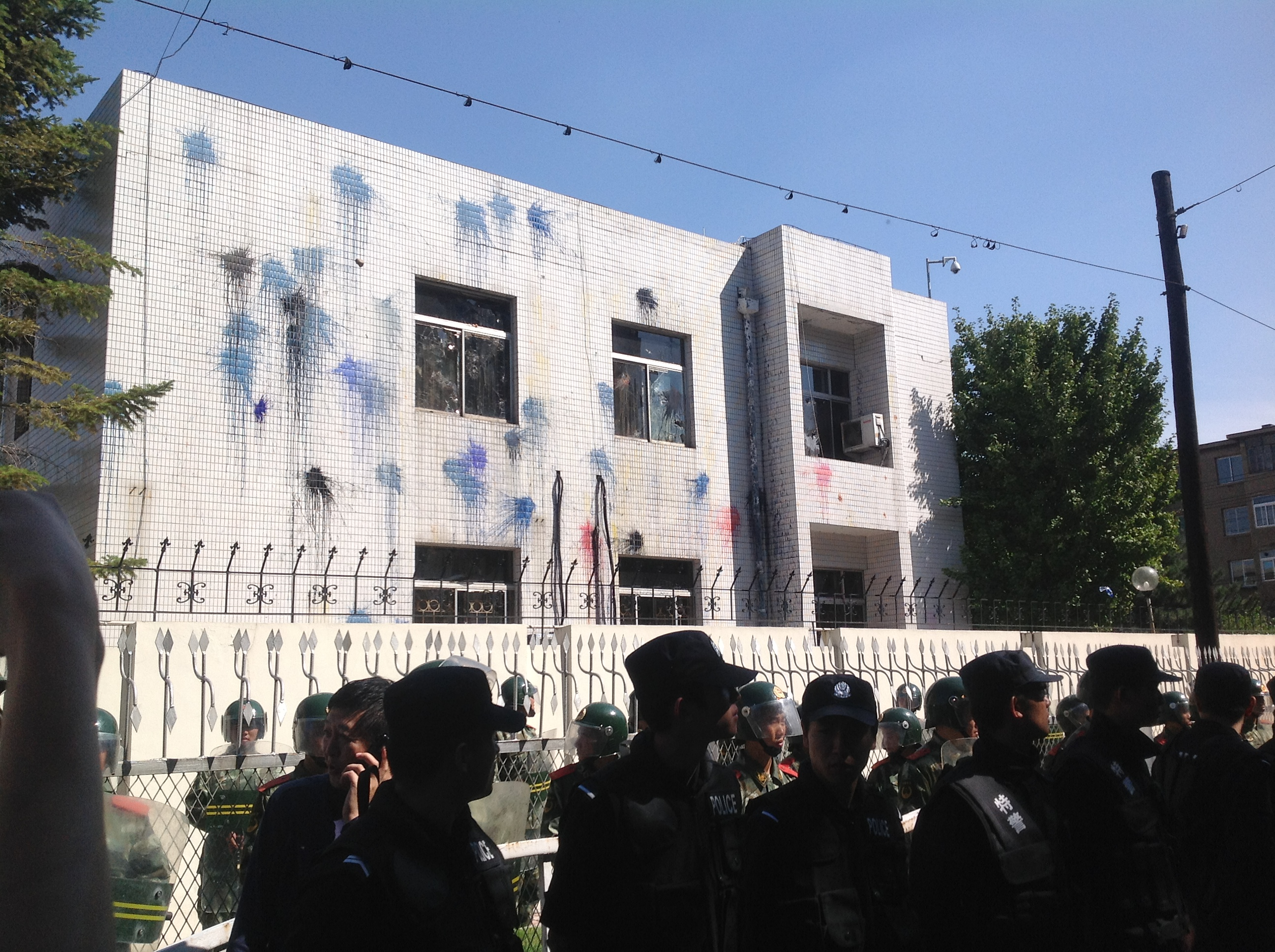
2012年9月18日，日本驻沈阳总领事馆前爆发反日游行示威活动。

### 2002年脱北者闯馆事件
2002年5月8日，朝鲜脱北者金高哲一家五口逃至中国沈阳，并试图进入日本驻沈阳总领事馆；途中中国武警一度进入领馆带走脱北者，引起日本朝野哗然。

### 2012年反日游行事件
2012年9月18日，正值九一八事件81周年，沈阳市在上午9时18分拉响防空警报后，数百人在日本驻沈阳总领事馆前游行示威反对日本政府钓鱼岛国有化政策，人群向领馆内投掷石头与鸡蛋，领馆玻璃窗被砸碎。